# Robert Guérin
Pour les articles homonymes, voir Guérin.
Robert Guérin, né le 28 juin 1876 et mort le 19 mars 1952, était un arbitre, entraîneur, journaliste sportif et dirigeant français de football. 
Initiateur de la fondation de la Fédération internationale de football (FIFA), il en est le premier président, du 23 mai 1904 à 1906.

## Biographie
Lors de son élection à la tête de la FIFA, Robert Guérin est journaliste au Matin et secrétaire du comité football de l'USFSA. Pendant ses deux ans aux commandes, les sept fédérations fondatrices sont rejointes par huit nouveaux adhérents.
Il est également manager national de l'équipe de France de football entre 1904 et 1906.